# Иениш, Елена Владимировна
Елена Владимировна Иениш (6 декабря 1926, Ленинград, СССР — 20 июня 2008, Санкт-Петербург, РФ) — советский и российский библиограф, библиографовед, специалист по проблемам справочно-библиографической деятельности научных библиотек, Кандидат педагогических наук (1955).

## Биография
Родилась 6 декабря 1926 года в Ленинграде в семье служащих. В 1935 году она вместе со своей семьей была выслана в Башкирскую АССР, мотивируя тем, что её отец был потомственным дворянином. Семья поселилась в рабочем посёлке Нижне-Троицке, где она окончила среднюю школу в 1944 году. Поскольку там высших учебных заведений не существовало, то она вынуждена была работать прядильщицей и ткачихой в Нижне-Троицкой суконной фабрики. В 1944 году несмотря на отсутствие высшего педагогического образования, она была принята на должность учительницы астрономии, военного дело и физкультуры в Нижне-Троицкой сельской школе. В 1945 году переехала в Пензу и устроилась на работу на фабрику Красный октябрь на должность ученицы электромонтёра и проработала в данной должности с октября 1945 по июль 1946 года. В июле 1946 года переехала в Москву и спустя два месяца поступила на библиографический факультет МГИКа, но решила вернуться в родной город Ленинград и получила перевод в ЛГБИ в январе 1950 года, одновременно с этим с 1950 по 1954 год училась на заочной аспирантуре ГПБ, далее училась на аспиранта в ЛГБИ. С 1955 года по 1983 год работала в ГПБ, после чего ушла на пенсию, но продолжила научную деятельность вплоть до своей смерти.
Скончалась 20 июня 2008 года в Санкт-Петербурге.

## Научные работы
Автор ряда монографий и книг, посвящённых библиографоведению.